# Анджей Сєраковський

варіант гербу Доленґа

Анджей Самуель Сєраковський гербу Доленґа (пом. 26 липня 1649, табір у Збаражі) — польський шляхтич, військовик, урядник Речі Посполитої. Представник роду Сєраковських.

## Життєпис
Походив із середньозаможної шляхти Белзького воєводства. Може, був власником сіл Жабче, Савчин, які належали його сину Янові Анджею.
Був посідачем маєтності Верхівні (пол. Wierzchowina) Холмської землі. У грудні 1639 отримав у Любліні королівщину Вротків (пол. Wrotków) Люблінського староства.
Військову кар'єру, може, почав під час кампанії під Хотином 1621 року, бо в польсько-шведській війні (з 1626) брав участь досвідченим вояком. 17 січня 1644 з Бару вирушив у складі загону Станіслава Конєцпольського проти татар, брав участь в успішній битві під Охматовом 30 січня 1644. 1645 року — посол сейму від Холмської землі. Брав участь у битвах проти козаків Богдана Хмельницького (під Пилявцями у складі посполитого рушення Белзького воєводства під командуванням белзького підкоморія Януша Прусіновського, після неї як інші біженці прибув до Львова). Разом з Я. Прусіновським 7 вересня 1648 в таборі Яреми Вишневецького вів перемовини про об'єднання сил. Незважаючи на початковий опір Вишневецького, це сталося, 11 вересня вирушили на Старокостянтинів. Восени 1648 командував 300-кінним загоном драгунів, який входив під загальним командуванням Миколая Остроруга до полку Самуеля Єжи Каліновського. 14 грудня 1648 полк скерували для зимівлі на південний схід від Львова в напрямку Кам'янця.
На межі березня-квітня 1649 після смерті Анджея Конєцпольського отримав посаду польного коронного писаря. Брав участь у весняній кампанії 1649 в складі дивізії белзького каштеляна Анджея Фірлея.
30 червня 1649 прибув до Збаража, де почали зміцнювати земляні укріплення. 8 липня був відправлений у розвідку, натрапив на більший загін татар, взяв 3-х «язиків», через втрати повернувся до Збаража. 23 липня під час обстрілу важкої артилерії був поранений під час спостереження ворожих позицій на валах. Помер на 26 липня 1649 в таборі обложеного Збаража.

### Сім'я
Дружина — Катажина Остроруг, тесть — Ян Остроруг, польський магнат, політичний діяч. Шлюб — 14 жовтня 1638 в Любліні. Діти:
- Ян Анджей Сєраковський — белзкий підкоморій, каштелян[3].